# Bent Ånund Ramsfjell
Bent Ånund Ramsfjell (Oslo, 30 de noviembre de 1967) es un deportista noruego que compitió en curling.
Participó en dos Juegos Olímpicos de Invierno, obteniendo una medalla de oro en Salt Lake City 2002 y el quinto lugar en Turín 2006.
Ganó tres medallas en el Campeonato Mundial de Curling entre los años 2001 y 2003, y tres medallas en el Campeonato Europeo de Curling entre los años 1989 y 2005.
Es hermano del jugador de curling Eigil Ramsfjell, padre de Bendik Ramsfjell y tío de Maia y Magnus Ramsfjell.

## Palmarés internacional
| Juegos Olímpicos   | Juegos Olímpicos                  | Juegos Olímpicos  | Juegos Olímpicos |
| Año                | Lugar                             | Medalla           | Prueba           |
| ------------------ | --------------------------------- | ----------------- | ---------------- |
| 2002               | Salt Lake City (Estados Unidos)   | Medalla de oro    | Equipo           |
| Campeonato Mundial |                                   |                   |                  |
| Año                | Lugar                             | Medalla           | Prueba           |
| 2001               | Lausana (Suiza)                   | Medalla de bronce | Equipo           |
| 2002               | Bismarck (Estados Unidos)         | Medalla de plata  | Equipo           |
| 2003               | Winnipeg (Canadá)                 | Medalla de bronce | Equipo           |
| Campeonato Europeo |                                   |                   |                  |
| Año                | Lugar                             | Medalla           | Prueba           |
| 1989               | Engelberg (Suiza)                 | Medalla de plata  | Equipo           |
| 2004               | Sofía (Bulgaria)                  | Medalla de bronce | Equipo           |
| 2005               | Garmisch-Partenkirchen (Alemania) | Medalla de oro    | Equipo           |